# Сречко Катанец
Срецко Катанец (на словенски: Srečko Katanec) е словенски футболист, играл като централен защитник и дефанзивен полузащитник, и настоящ старши треньор на словенския национален отбор.

## Кариера

### Кариера като футболист
Навлиза в професионалния футбол с екипа на Олимпия Любляна през 1981 г. След 4 сезона преминава в Динамо Загреб, а след това – в Партизан Белград. През 1988 напуска Югославия и заиграва за германския Щутгарт. В Германия прекарва само една кампания, след която облича екипа на Сампдория, където през 1994 година завършва активната си спортна кариера.
Между 1983 и 1990 записва над 30 мача и за националния отбор на Югославия.
През 1994 изиграва 5 мача и за Словения, чийто тим е сформиран след разпадането на Югославия.

### Кариера като треньор
Две години след като спира с футбола, Катанец поема младежкия национален отбор до 21 години.
През 1998 е назначен за старши треньор на ХИТ Горица, но остава едва няколко месеца на поста, тъй като получава предложение да стане национален селекционер.
Става треньор на националния отбор през 1998 г. и успява да го класира на Евро 2000 и Световното през 2002.
След като напуска Словения, застава начело на гръцкия гранд Олимпиакос, но само 5 месеца по-късно е уволнен поради слаби резултати.
През 2006 г. става треньор на Македония, но не успява да постигне значим успехи и през 2009 г. напуска.
Между 2009 и 2011 година води отбора на Обединените арабски емирства.
През 2013 се завръща за втори път в словенския национален отбор. В квалификациите за Евро 2016 извежда тима до баражите, където губи от Украйна.

## Успехи

### Като футболист
Партизан Белград
- Шампион на Югославия (1): 1986/87

 Щутгарт
- Финалист за Купата на УЕФА (1): 1988/89

 Сампдория
- Шампион на Италия (1): 1990/91
- Носител на Купата на Италия (1): 1993/94
- Носител на Суперкупата на Италия (1): 1991
- Носител на Купата на носителите на купи (1): 1989/90
- Финалист за КЕШ (1): 1991/92